# Выборы глав субъектов Российской Федерации в 2003 году
В 2003 в России проходило значительное число выборов глав субъектов.
| Дата выборов          | Вид выборов                                                                     | Результаты выборов (избранное должностное лицо, повторное голосование, недействительность выборов)    | Итоги голосования (в процентах) | Примечания |
| 26 января 2003 года   | Досрочные выборы Губернатора Таймырского (Долгано-Ненецкого) автономного округа | Олег Бударгин                                                                                         | явка — 49,82 % Олег Бударгин, мэр Норильска — 68,89 % Геннадий Субботкин, Председатель постоянной комиссии Городского собрания г. Дудинки по экономической политике, финансам, налогам и муниципальной собственности — 7,05 % Сергей Уодай, президент некоммерческого фонда «Возрождение народов Енисейского Севера» — 3,81 % Александр Бурдейн, врач Таймырской окружной больницы — 2,71 % Игорь Приймак, специалист службы экономической безопасности ЗФ ОАО "ГМК «Норильский никель» — 1,36 % Алексей Зайцев, капитан Дудинского морского порта — 1,22 % Александр Матвеев, ведущий специалист исполнительной дирекции Регионального отделения Общероссийского движения «Российское объединение избирателей» — 0,59 % Араб Шамасадов, временно не работающий — 0,22 % против всех — 12,59 % | Досрочные выборы назначены в связи с избранием предыдущего губернатора Таймыра Александра Хлопонина на должность губернатора Красноярского края                                                     |
| 2 февраля 2003 года   | Досрочные выборы Губернатора Магаданской области                                | Повторное голосование Николай Дудов — Николай Карпенко                                                | явка — 53,70 % Николай Карпенко, мэр Магадана — 37,55 % % Николай Дудов, первый заместитель губернатора Магаданской области — 26,04 % Андрей Зинченко, генеральный директор ОАО «Магаданский морской торговый порт» — 10,20 % Александр Сечкин, предприниматель — 8,97 % Владимир Марков — 3,66 % Георгий Шамирян, генеральный директор ООО «СТЕГИ» — 1,79 % Анатолий Чиркин, помощник генерального директора ОАО «Магаданская группа» — 1,33 % Юрий Гришан, генеральный директор ООО «Элай» — 1,31 % Владимир Сербинов, заместитель председателя АКБ «Надёжный» — 0,99 % Татьяна Багалова, директор Магаданского регионального филиала ОАО «Россельхозбанк» — 0,71 % Виктор Самойлов, директор ООО «Пирамида» — 0,26 % Пётр Голубовский, заместитель генерального директора ООО «Тихоокеанская рыбопромышленная кампания» — 0,21 % против всех — 5,78 % | Досрочные выборы назначены в связи с гибелью губернатора Валентина Цветкова |
| 16 февраля 2003 года  | Досрочные выборы Губернатора Магаданской области (повторное голосование)        | Николай Дудов, первый заместитель губернатора                                                         | явка — 52,31 % Николай Дудов — 50,44 % Николай Карпенко — 42,33 % Против всех — 5,78 % | … |
| 16 февраля 2003 года  | Выборы Главы Республики Мордовия                                                | Николай Меркушкин, действующий глава                                                                  | явка — 83,18 % Николай Меркушкин, действующий Глава — 87,34 % % Анатолий Чубуков, директор ОАО «Саранский приборостроительный завод» — 7,01 % Сергей Гурьянов, президент ЗАО «Контакт» — 0,92 % [Александр Шарин, генеральный директор ОАО «Медоборудование» — 0,33 % Юрий Бормусов, генеральный директор ОАО «Железобетон» — 0,33 % против всех — 2,19 % | … |
| 25 мая 2003 года      | Выборы Губернатора Белгородской области                                         | Евгений Савченко                                                                                      | явка — 66,54 % Евгений Савченко, действующий губернатор — 61,15 % Василий Алтухов, депутат Госдумы (КПРФ) — 21,93 % Анатолий Попков, генеральный директор ГУП «Белгородский областной фонд поддержки индивидуального жилищного строительства» — 3,51 % против всех — 9,99 % | … |
| 17 августа 2003 года  | Выборы Президента Карачаево-Черкесской Республики                               | Повторное голосование Мустафа Батдыев — Владимир Семёнов                                              | явка — ?? Мустафа Батдыев — 41,67 % Владимир Семёнов — 36,92 % Ислам Бурлаков — 12,84 % Против всех — 4,50 % | Выборы были назначены судом, избирательной кампании предшествовали субедные споры о сроках проведения выборов                                                                                       |
| 31 августа 2003 года  | Выборы Президента Карачаево-Черкесской Республики (повторное голосование)       | | явка — 67,51 % Мустафа Батдыев — 47,97 % Владимир Семёнов — 46,41 % против всех — 3,81 % | … |
| 7 сентября 2003 года  | Выборы Губернатора Новгородской области                                         | | явка — 37,11 % Михаил Прусак — 78,73 % Владимир Дугенец, директор Союза промышленников и предпринимателей (работодателей) Санкт-Петербурга — 4,39 % Александр Севастьянов, сопредседатель Национально-державной партии РФ — 4,34 % Ольга Ефимова, безработная — 2,23 % Николай Захаров, предприниматель — 2,19 % Юрий Яковлев, координатор Новгородского регионального отделения ЛДПР — 0,95 % Юрий Даник] директор ООО «Роса» (Красноярский край) — 0,32 % против всех — 5,53 % | … |
| 7 сентября 2003 года  | Выборы Губернатора Омской области                                               | | явка — 44,98 % Леонид Полежаев — 55,96 % Леонид Маевский — 27,93 % Против всех — 8,97 % | … |
| 7 сентября 2003 года  | Выборы Губернатора Свердловской области                                         | Повторное голосование Антон Баков — Эдуард Россель                                                    | явка — 33,61 % Эдуард Россель — 42,85 % Антон Баков — 14,43 % Андрей Вихарев — 13,68 % Против всех 12,70 % | … |
| 21 сентября 2003 года | Досрочные выборы Губернатора Санкт-Петербурга                                   | Повторное голосование Анна Маркова — Валентина Матвиенко                                              | явка — ?? Валентина Матвиенко — 48,73 % Анна Маркова — 15,84 % против всех — 10,97 % Сергей Беляев — 8,08 % Михаил Амосов — 7,05 % Константин Сухенко — ? | Досрочные выборы назначены в связи с отставкой Владимира Яковлева, переведенного на работу в Правительство Российской Федерации.                                                                    |
| 21 сентября 2003 года | Выборы Губернатора Ленинградской области                                        | Валерий Сердюков, действующий губернатор                                                              | явка — ?? Валерий Сердюков — 56,85 % Вадим Густов — 25,26 % Против всех — 7,75 % | … |
| 21 сентября 2003 года | Выборы Губернатора Свердловской области (повторное голосование)                 | Эдуард Россель, действующий губернатор                                                                | явка — 32,06 % Эдуард Россель — 55,53 % Антон Баков — 29,97 %, Против всех — 13,06 % | … |
| 21 сентября 2003 года | Выборы Губернатора Томской области                                              | Виктор Кресс, действующий губернатор                                                                  | явка — 41,31 % Виктор Кресс — 70,10 % Александр Поморов — 12,75 % Против всех — 7,93 % | … |
| 5 октября 2003 года   | Выборы Президента Чеченской Республики                                          | Ахмат Кадыров, глава временной администрации                                                          | явка — 87,70 % Ахмат Кадыров, глава администрации — 80,84 % Абдулла Бугаев, бывший федеральный инспектор Южного федерального округа — 5,77 % Шамиль Бураев, бывший глава Ачхой-Мартановского района Чечни — 3,95 % Хусейн Бийбулатов, сотрудник Электрогорского научного центра по безопасности атомных станций и бывший вице-премьер в правительстве Аслана Масхадова — 1,65 % Кудус Садуев, заместитель генерального гендиректора ОАО «Грознефтегаз» — 1,54 % Николай Пайзулаев, сотрудник пресс-службы главы Чечни — 0,88 % Овухат Хальчукаев, преподаватель Грозненского университета — 0,54 % против всех — 2,59 % | Первые выборы, признаваемые Россией, с 1995 года. Проведены в соответствии с Конституцией Чеченской Республики, принятой на республиканском референдуме в 2003 году.                                |
| 5 октября 2003 года   | Досрочные выборы Губернатора Санкт-Петербурга (повторное голосование)           | Валентина Матвиенко, полномочный представитель Президента России в Северо-западном федеральном округе | явка — ?? Валентина Матвиенко — 63,20 % Анна Маркова — 24,14 % Против всех — 11,75 % | … |
| 7 декабря 2003 года   | Выборы Президента Республики Башкортостан                                       | Повторное голосование Муртаза Рахимов — Сергей Веремеенко                                             | явка — ?? Муртаза Рахимов — 42,59 % Сергей Веремеенко — 25,38 % Ралиф Сафин — 23,04 % Александр Аринин — 2,96 % Расуль Шугуров — 1,26 % Хасан Идиятуллин — 0,53 % Против всех — 2,41 % | Выборы прошли одновременно с выборами в Государственную Думу третьего созыва. |
| 7 декабря 2003 года   | Выборы Губернатора Вологодской области                                          | Вячеслав Позгалёв, действующий губернатор                                                             | явка — 56,23 % Вячеслав Позгалёв — 82,93 % Вячеслав Степанов] — 5 % Сергей Пивоваров — 1,96 % против всех — 8,81 % | Выборы прошли одновременно с выборами в Государственную Думу третьего созыва. |
| 7 декабря 2003 года   | Выборы Губернатора Кировской области                                            | Повторное голосование Николай Шаклеин — Олег Валенчук                                                 | явка — 59,60 % Николай Шаклеин — 33,82 % Олег Валенчук — 13,92 % Вячеслав Торсунов — 10,25 % Против всех 10,23 %. | Выборы прошли одновременно с выборами в Государственную Думу третьего созыва.. Действующий губернатор Владимир Сергеенков в соответствии с уставом области не смог баллотироваться на третий срок.  |
| 7 декабря 2003 года   | Выборы Губернатора Московской области                                           | Борис Громов, действующий губернатор                                                                  | явка — 53,21 % Борис Громов — 83,04 % Алексей Митрофанов — 4,14 % Аркадий Шварцер — 0,87 % Михаил Амирбегишвили — 0,87 % против всех — 9,73 % | Выборы прошли одновременно с выборами в Государственную Думу IV созыва. |
| 7 декабря 2003 года   | Выборы главы администрации Новосибирской области                                | Виктор Толоконский, действующий губернатор                                                            | явка — 56,10 % Виктор Толоконский, действующий губернатор — 57,67 % Михаил Титов, кандидат КПРФ — 17,80 % Иван Стариков, член Совета Федерации (СПС) — 9,78 % Евгений Логинов, кандидат ЛДПР — 5,35 % Виктор Старков — 2,21 % Борис Миронов, бывший министр печати — 0,54 % против всех — 5,40 %. | Выборы прошли одновременно с выборами в Государственную Думу IV созыва. |
| 7 декабря 2003 года   | Выборы главы администрации (губернатора) Оренбургской области                   | | явка — ?? Алексей Чернышёв — 63,46 % Олег Наумов, депутат Госдумы (СПС) — 10,55 % Ринат Хамиев, советник МПР — 5,76 % Михаил Борков, фермер — 4,18 % Николай Науменко, директор ЗАО «Оренбургская техинформкомпания» — 2,81 % Владимир Маленков, военный пенсионер — 2,05 % против всех — 9,02 %. | Выборы прошли одновременно с выборами в Государственную Думу IV созыва. |
| 7 декабря 2003 года   | Досрочные выборы Губернатора Сахалинской области                                | Повторное голосование Иван Малахов — Фёдор Сидоренко                                                  | явка — 51,84 % Иван Малахов, и. о. губернатора — 35,17 % Фёдор Сидоренко, мэр Южно-Сахалинска — 19,55 % Анатолий Чёрный, депутат облдумы — 8,56 % Владимир Варенников, генерал-лейтенант — 5,43 % Светлана Иванова, депутат облдумы (КПРФ) — 5,11 % Долгих, Николай Петрович, депутат облдумы — 4,87 % Сергей Пономарёв, депутат облдумы — 3,33 % Нина Филиппова, президент СП ООО «Сахалин-Саппоро», издатель регионального приложения «Аргументы и факты. Сахалин-Курилы» — 2,13 % Анатолий Васильев, председатель Российского профсоюза железнодорожников и транспортных строителей — 2,07 % Михаил Контарев, начальник областного управления юстиции — 1,83 % Геннадий Зливко, депутат облдумы — 1,28 % Виктор Марков, директор ООО «Август-Стройинвест» — 0,46 % Андрей Литвинов, генеральный директор ООО «Национальное хозяйство „Трамбаус“» — 0,35 % Против всех — 8,39 %.                                                                                      | Досрочные выборы были назначены в связи с гибелью губернатора Игоря Фархутдинова в авиакатастрофе на Камчатке и прошли одновременно с выборами в Государственную Думу IV созыва.                    |
| 7 декабря 2003 года   | Выборы Главы администрации Тамбовской области                                   | | явка — 52,96 % Олег Бетин — 71,08 % Александр Жалнин, гендиректор ЗАО «Тамбовагрокомплект» — 8,96 % Владимир Громов, председатель Жердевского райсовета — 3,98 % Алексей Поздняков, проректор Тамбовского госуниверситета — 2,50 % Против всех — 10,89 % | Выборы прошли одновременно с выборами в Государственную Думу IV созыва. |
| 7 декабря 2003 года   | Выборы Губернатора Тверской области                                             | Повторное голосование Дмитрий Зеленин — Игорь Зубов                                                   | явка — 58,02 % Дмитрий Зеленин, заместитель председателя Государственного комитета Российской Федерации по физической культуре и спорту — 42,06 % Игорь Зубов, председатель правления Межрегионального фонда президентских программ — 14,45 % Татьяна Астраханкина, депутат Госдумы — 12,72 % Владимир Платов, действующий губернатор — 12,33 % Александр Харченко, мэр Ржева — 4,89 % Юрий Краснов, бывший вице-губернатор, начальник главного управления природных ресурсов МПР РФ по Тверской области — 3,87 % Юрий Цеберганов, главный федеральный инспектор по Тверской области — 1,67 % Александр Ипатов, вице-губернатор — 0,76 %<bt> Константин Фокин, руководитель межгосударственных проектов Государственного предприятия внешнеторгового внешнеэкономического объединения «Союзпромэкспорт» — 0,71 % Александр Анжиновский, начальник департамента госзаказа Тверской области — 0,50 % Виктор Исаков, временно не работающий — 0,13 % против всех — 4,91 %. | Выборы прошли одновременно с выборами в Государственную Думу IV созыва. Серьёзное поражение потерпел действующий губернатор Владимир Платов, занявший четвёртое место и не прошедший во второй тур. |
| 7 декабря 2003 года   | Выборы Губернатора Ярославской области                                          | | явка — 59,78 % Анатолий Лисицын, действующий губернатор — 73,15 % Сергей Загидуллин, депутат Госдумы — 10,50 % Олег Виноградов, депутат Государственной Думы Ярославской области — 7,84 % Георгий Садчиков, бывший депутат Госдумы — 0,81 % Против всех — 7,20 %. | Выборы прошли одновременно с выборами в Государственную Думу IV созыва. |
| 7 декабря 2003 года   | Выборы мэра Москвы                                                              | Юрий Лужков, действующий мэр                                                                          | явка — 57,67 % Юрий Лужков, действующий мэр — 74,81 % Александр Лебедев, президент АКБ «Национальный резервный банк» — 12,38 % Герман Стерлигов, заместитель генерального директора Регионального благотворительного фонда помощи материнству «Не убий» — 3,65 % Николай Лифанов, генеральный директор ЗАО «Объединение Прогресс» — 1,17 % против всех — 7,17 %. | Выборы прошли одновременно с выборами в Государственную Думу IV созыва. |
| 21 декабря 2003 года  | Выборы Президента Республики Башкортостан (повторное голосование)               | Муртаза Рахимов                                                                                       | явка — ?? Муртаза Рахимов — 78,01 % Сергей Веремеенко — 15,84 % против всех — 4,07 % | |
| 21 декабря 2003 года  | Выборы Губернатора Кировской области (повторное голосование)                    | | явка — 59,60 % Николай Шаклеин — 62,77 % Олег Валенчук — 26,32 % Против всех 10,08 %. | … |
| 21 декабря 2003 года  | Досрочные выборы Губернатора Сахалинской области (повторное голосование)        | | явка — 40,29 % Иван Малахов — 53,01 % Фёдор Сидоренко — 34,26 % Против всех — 11,68 % | … |
| 21 декабря 2003 года  | Выборы Губернатора Тверской области (повторное голосование)                     | | явка — 41,74 % Дмитрий Зеленин — 57,04 % Игорь Зубов — 33,62 % Против всех — 8,68 %. | … |